# Сасик, Артур Сергеевич
Артур Сергеевич Сасик (укр. Артур Сергійович Сасік; род. 1982) — украинский спортсмен и тренер по гиревому спорту; Мастер спорта Украины, Заслуженный тренер Украины, судья международной категории; майор полиции.

## Биография
Родился 30 июня 1982 года.
Работает старшим преподавателем в Донецком юридическом институте МВД Украины. Председатель Донецкого областного отделения ВГО «Союз гиревого спорта Украины».
Действующий спортсмен, совмещает спортивную деятельность с тренерской. Подготовил 9 мастеров спорта, 1 мастера спорта международного класса и 1 заслуженного мастера спорта, среди которых 3 чемпиона мира среди взрослых и 4 чемпиона мира среди юниоров. В числе его воспитанников — чемпионы и призеры всеукраинских и международных соревнований разного уровня — Станислав Клименко, Леонид Гаража, Роман Пасичка, Иван Дёмин и другие.
Артур Сасик женат, воспитывает дочь. Награждён почётным знаком «Союза гиревого спорта Украины» за весомый вклад в развитие этого вида спорта на Украине.

## Спортивные достижения
С гирями весом 32 кг: 
- толчок двух гирь — 112 раз,
- рывок одной гири — 125 раз,
- толчок длинным циклом — 63 раза за десять минут.

Является многократным серебряным призером Кубка Украины, серебряным призером чемпионата Украины, призером чемпионата Европы и мира, а также Кубка мира.